# Arturo Angeles
Arturo Angeles Alba (Ciudad de México; 12 de septiembre de 1953) es un árbitro de fútbol retirado de los Estados Unidos nacido en México. Supervisó un partido (Argentina - Grecia) durante la Copa Mundial de 1994. Posterior a ser árbitro, trabajó como de instructor de árbitros en la FMF del 30 de agosto de 2017 al 31 de diciembre de 2020.

## Trayectoria
Se unió al programa de árbitros de la Federación de Fútbol de los Estados Unidos en 1975 y ascendió a la Liga de Fútbol de América del Norte. Recibió su insignia de la FIFA en 1988.
Fue al Campeonato Mundial Juvenil de 1989 en Arabia Saudita, arbitrando el partido entre Argentina y Noruega. En 1990, lo añadieron a la lista preliminar de árbitros potenciales para la Copa del Mundo de 1994, y fue finalmente fue elegido entre los 24 seleccionados.
Arbitró dos encuentros en la Copa Oro de la Concacaf de 1991, dos partidos en los Juegos Olímpicos de 1992 y un duelo en la Copa América 1993.